# Yokosuka D4Y
De Yokosuka D4Y 'Suisei'  (Japans: 横須賀? D4Y 彗星 "komeet""), geallieerde codenaam Judy, was een eenzits duikbommenwerper, ontworpen en geproduceerd door de Japanse vliegtuigfabrikant Yokosuka. Het toestel was tijdens de Tweede Wereldoorlog in dienst bij de Japanse Keizerlijke Marineluchtmacht.

## Ontwikkeling
In Yokosuka was het voornaamste arsenaal van de Japanse marineluchtmacht gevestigd. In 1938 begon men daar aan het ontwerp van een eenmotorige duikbommenwerper die vanaf vliegdekschepen kon opereren. De op de Heinkel He 118 gebaseerde Suisei onderscheidde zich van de meeste andere Japanse gevechtsvliegtuigen doordat hij was voorzien van een vloeistofgekoelde motor, en wel een in licentie gebouwde kopie van de Duitse DB 601.

## Inzet en operaties
De Suisei werd in het najaar van 1942 operationeel, aanvankelijk als verkenningsvliegtuig (de D4Y1-C). De duikbommenwerperversie (de D4Y1) werd in 1943 in gebruik genomen. De Suisei was, mede door het ontbreken van deugdelijke bepantsering en zelfdichtende brandstoftanks, slecht opgewassen tegen snelle geallieerde jagers. Er werden in totaal 2038 exemplaren gebouwd. De D4Y2 had een krachtiger motor, de D4Y4 was een kamikazeversie met één 800 kilo bom.